# Microterys seyon
Microterys seyon är en stekelart som beskrevs av Emilio Guerrieri 1996. Microterys seyon ingår i släktet Microterys och familjen sköldlussteklar. Inga underarter finns listade i Catalogue of Life.